# Gerichtsbezirk Oberwölz

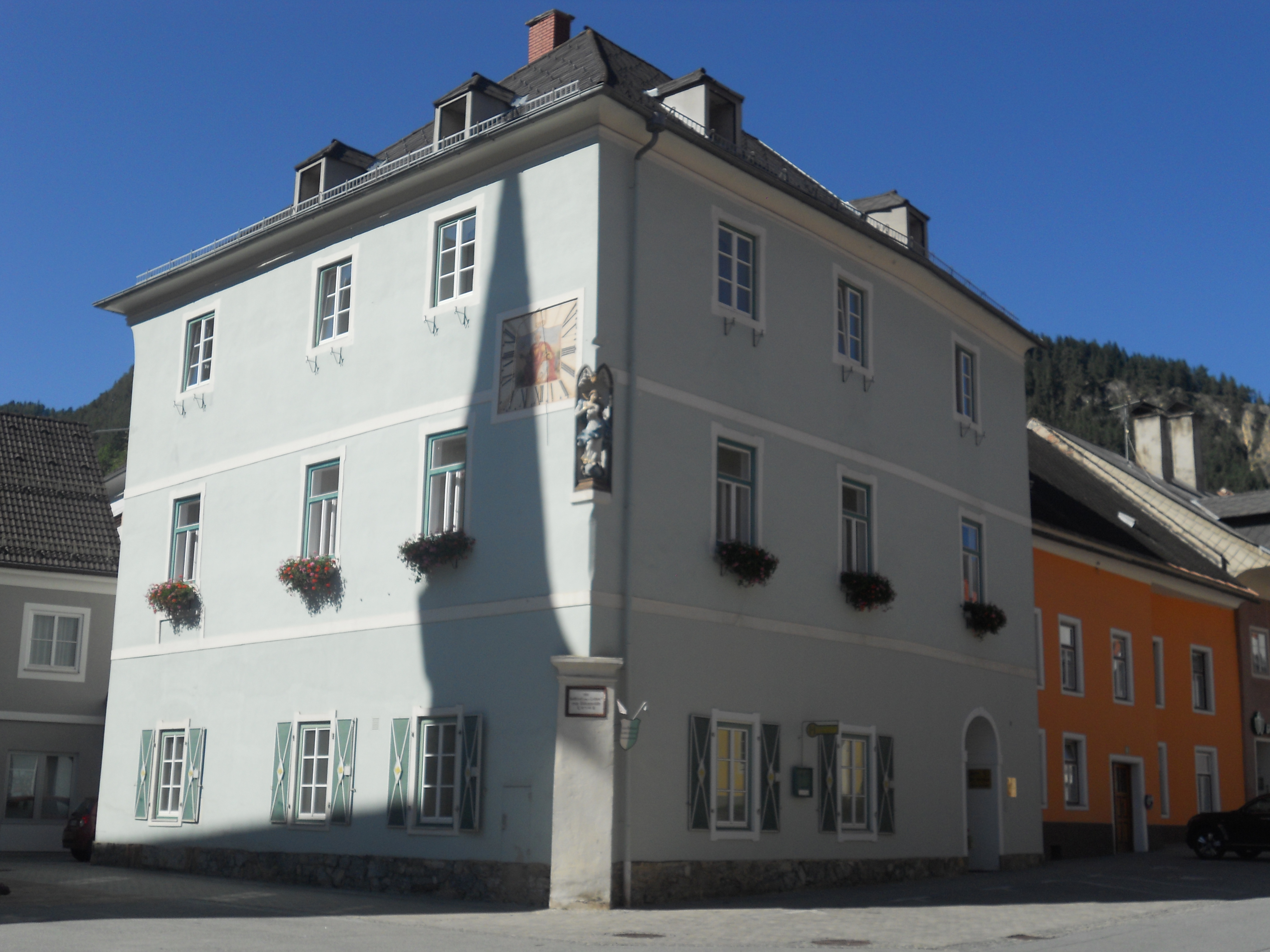
Das ehemalige Gerichtsgebäude an der Adresse „Stadt 1“

Der Gerichtsbezirk Oberwölz war ein dem Bezirksgericht Oberwölz unterstehender Gerichtsbezirk im Bundesland Steiermark. Der Gerichtsbezirk umfasste den nordöstlichen Teil des politischen Bezirks Murau und wurde 2002 dem Gerichtsbezirk Murau zugeschlagen. 

## Geschichte
Der Gerichtsbezirk Oberwölz wurde durch eine 1849 beschlossene Kundmachung der Landes-Gerichts-Einführungs-Kommission als „Gerichtsbezirk Oberwölz“ geschaffen und umfasste ursprünglich die acht Gemeinden Feistritz, Katsch, Niederwölz, Oberwölz, Peterdorf, Pöllau, St. Peter und Winklern.
Der Gerichtsbezirk Oberwölz bildete im Zuge der Trennung der politischen von der judikativen Verwaltung
ab 1868 gemeinsam mit den Gerichtsbezirken Murau und Neumarkt den Bezirk Murau.
Das Gebiet des Gerichtsbezirks blieb während der Dauer seines Bestehens praktisch unverändert. Durch die Neuordnung der Gerichtsbezirke 2002 wurde der Gerichtsbezirk Oberwölz jedoch per 1. Juli 2002 aufgelöst und das Gebiet dem Gerichtsbezirk Murau zugeteilt.

## Gerichtssprengel
Der Gerichtssprengel umfasste nach Gemeindezusammenlegungen zum Zeitpunkt seiner Auflösung die sechs Gemeinden Niederwölz, Oberwölz Stadt, Oberwölz Umgebung, St. Peter am Kammersberg, Schönberg-Lachtal und Winklern bei Oberwölz.